# Cmentarz Mogilski
Cmentarz parafialny w Mogile – cmentarz w Krakowie, znajdujący się na terenie osiedla Wandy, najstarszego osiedla Nowej Huty. Jest cmentarzem parafialnym, administrowany przez parafię św. Bartłomieja, w której duszpasterzami są Cystersi z klasztoru w Mogile.

## Historia cmentarza
Pierwszy parafialny cmentarz mogilski powstał w 1347 wokół kościoła Narodzenia Pańskiego i św. Bartłomieja Apostoła. Nowy cmentarz mogilski założono 1795 roku kilkaset metrów na północ od zabudowań, pośród pól. Zachował się opis projektu ogrodzenia cmentarza z 1821 roku. W roku 1784 władze austriackie zarządziły przeniesienie cmentarza przykościelnego poza obszar zabudowań. Służył jako miejsce pochówków mieszkańców wsi: Mogiła, Łęg i Czyżyny. Najstarszy zachowany dziś grób, należący do rodziny Styczniów, pochodzi z 1854. W roku 1842 cmentarz otoczono wałem ziemnym, a w 1901 został poszerzony na podstawie planu sytuacyjnego sporządzonego przez geodetę Maurycego Siegera 19 maja 1897 roku. W 1965 zbudowano ogrodzenie z siatki na podmurówce, które istnieje do dziś.
Gdy w 1949, tuż za cmentarnym ogrodzeniem zaczęto wznosić pierwsze osiedla Nowej Huty, cmentarz stał się miejscem spoczynku pierwszych mieszkańców nowego miasta. Z lat 50. XX wieku pochodzi duża kwatera dziecięcych grobów, zwłaszcza noworodków i niemowląt. Z chwilą otwarcia Cmentarza Grębałowskiego w 1964, Rada Narodowa w sposób nieprawomocny zamknęła cmentarz w Mogile. Od tego momentu grzebani byli tutaj jedynie ci, którzy posiadali na tym cmentarzu rodzinne groby bądź grobowce, co powodowało sprzeciwy ze strony mieszkańców pobliskich bloków. W latach 80 cmentarz został ponownie otwarty na skutek działań podjętych przez lokalną społeczność. Po przemianach ustrojowych w latach 90. ojcowie Cystersi przeprowadzili inwentaryzację istniejących mogił, a zebrane przy tej okazji fundusze zostały wykorzystane na sporządzenie mapy cmentarza oraz budowę alei głównej. W chwili obecnej pogrzeby na cmentarzu odbywają się regularnie. W 2009 roku został wzniesiony i poświęcony nowy krzyż cmentarny zaprojektowany przez Marka Kordyacznego. Od 1 listopada 2011 roku z powodu wzrostu natężenia ruchu drogowego nie odbywają się kondukty pogrzebowe z kościoła parafialnego na cmentarz. Od roku 2011 prowadzona jest wymiana drzewostanu. W roku 2013 został wybudowany wjazd na cmentarz od strony ul. Daniłowskiego.

## Opis cmentarza
Najstarsza część cmentarza ma układ osiowy prowadzący od bramy do krzyża. Nad cmentarzem góruje mocno zaniedbany, ze śladami licznych uszkodzeń, pozbawiony tablic epitafijnych, zbudowany z czerwonej cegły, zwieńczony niezachowanym krzyżem, grobowiec rodziny Rogozińskich. Spoczywa w nim rodzina Kazimierza Rogozińskiego, właściciela zbudowanej na przełomie XIX i XX wieku eklektycznej willi, zachowanej do dziś przy ulicy Sieroszewskiego.
Przy głównej alejce znajduje przykryty kamienną płytą z krzyżem, zbiorowy grób ojców Cystersów.
Po prawej stronie głównej alei cmentarza, w jego wschodniej części znajduje się Cmentarz wojenny nr 390 – Mogiła, z grobami 71 żołnierzy (70 z armii austro-węgierskiej i 1 z armii rosyjskiej) z lat I wojny światowej (cmentarz projektował Hans Mayr). Głównym elementem ozdobnym jest ściana pomnikowa z krzyżem. Z czasem degradacji uległo ogrodzenie a wraz z nim odlane z cementu rzymskiego dwie czapki austriackich poruczników znajdujące się na słupkach w przedniej części ogrodzenia. W tym samym czasie w sposób niekontrolowany wzniesiono grobowce na granicy cmentarza wojennego.
Przy głównej alejce pochowano kolejno trzech proboszczów parafii pw. św. Bartłomieja w 1895 księdza Leopolda Siemińskiego, w 1935 księdza prałata Wojciecha Siedleckiego, a 18 maja 1960 spoczął koło swoich poprzedników ksiądz Józef Zastawniak, budowniczy kościoła św Judy Tadeusza w Czyżynach i jego pierwszy proboszcz. W 2010 spoczął koło księdza Zastawniaka kolejny z proboszczów parafii w Czyżynach ks. prałat Jan Gwizdoń.
Przy głównej alejce ustawiono pomnik nagrobny z niezachowanej mogiły, z ledwo dziś czytelnym napisem na alabastrowej tablicy. Należał on do Karola Żabińskiego (1857-1911) właściciela jednego z trzech mogilskich młynów. Warto także wspomnieć postać Apolonii z Horów Dyniowej zm. w 1954, spoczywającej obok swojego tragicznie zmarłego w 1925 uzdolnionego artystycznie syna Romualda. Na grobie Jana Zbroi zm. w 1932 mieszkańca Czyżyn zobaczyć można kamienną figurę modlącego się Chrystusa, jest ona jednym z nielicznych zachowanych na tutejszym cmentarzu przykładów rzeźby nagrobnej.

## Pochowani

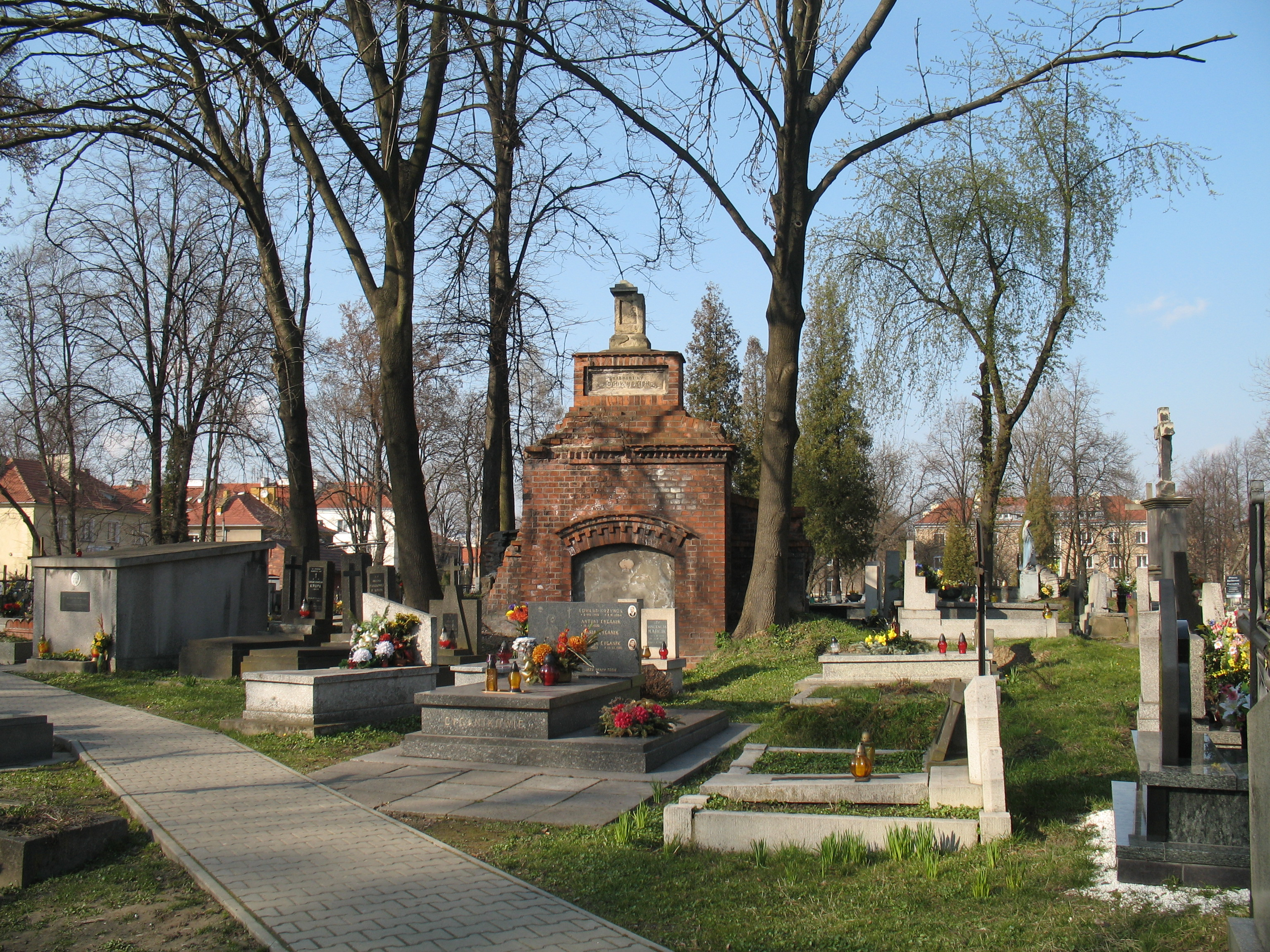
Zabytkowy grobowiec Rogozińskich
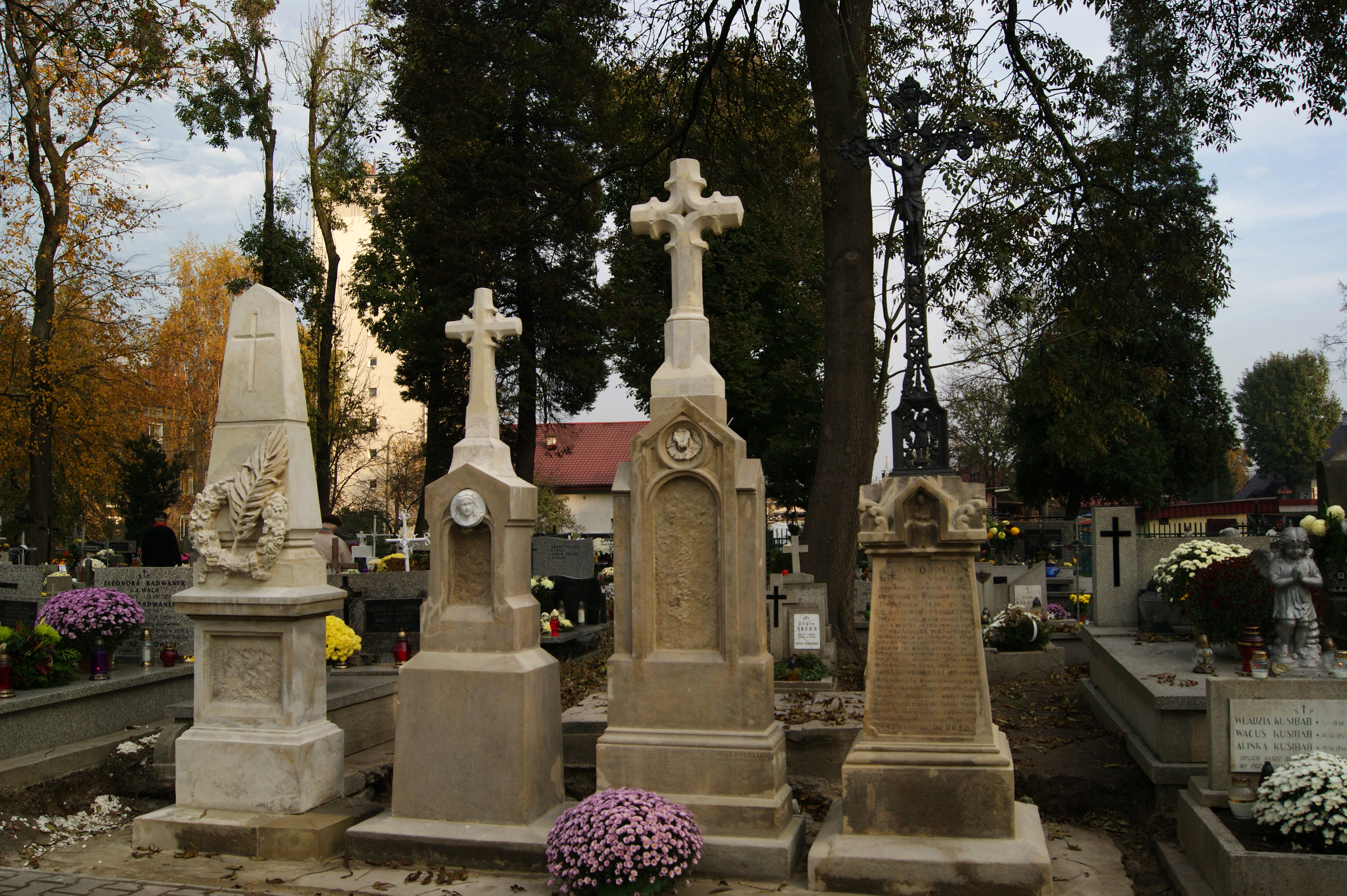
Odnowione nagrobki z drugiej dekady XIX w. po lewej z grobu Karola Żabińskiego
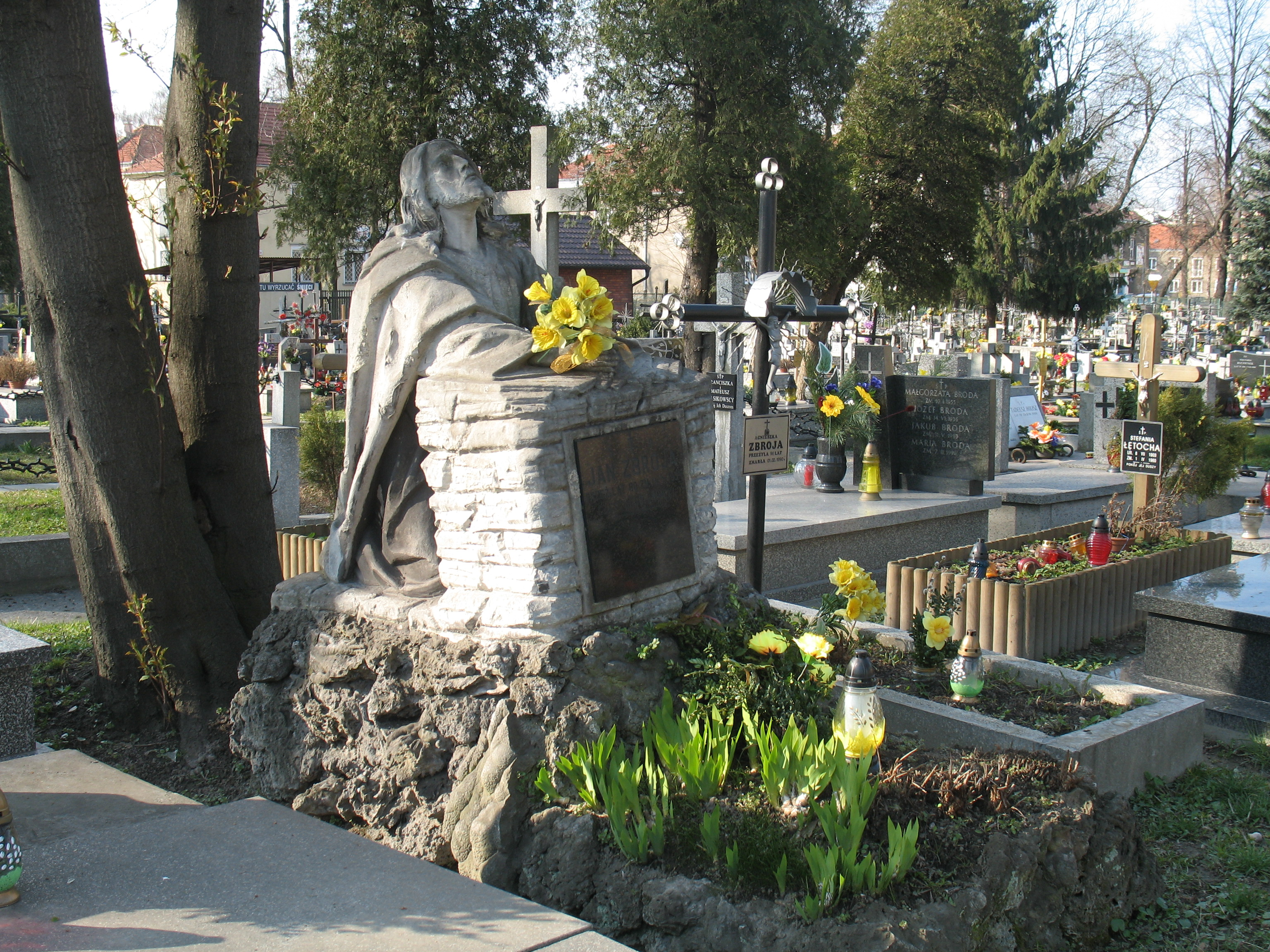
Figura modlącego się Chrystusa na nagrobku Jana Zbroi
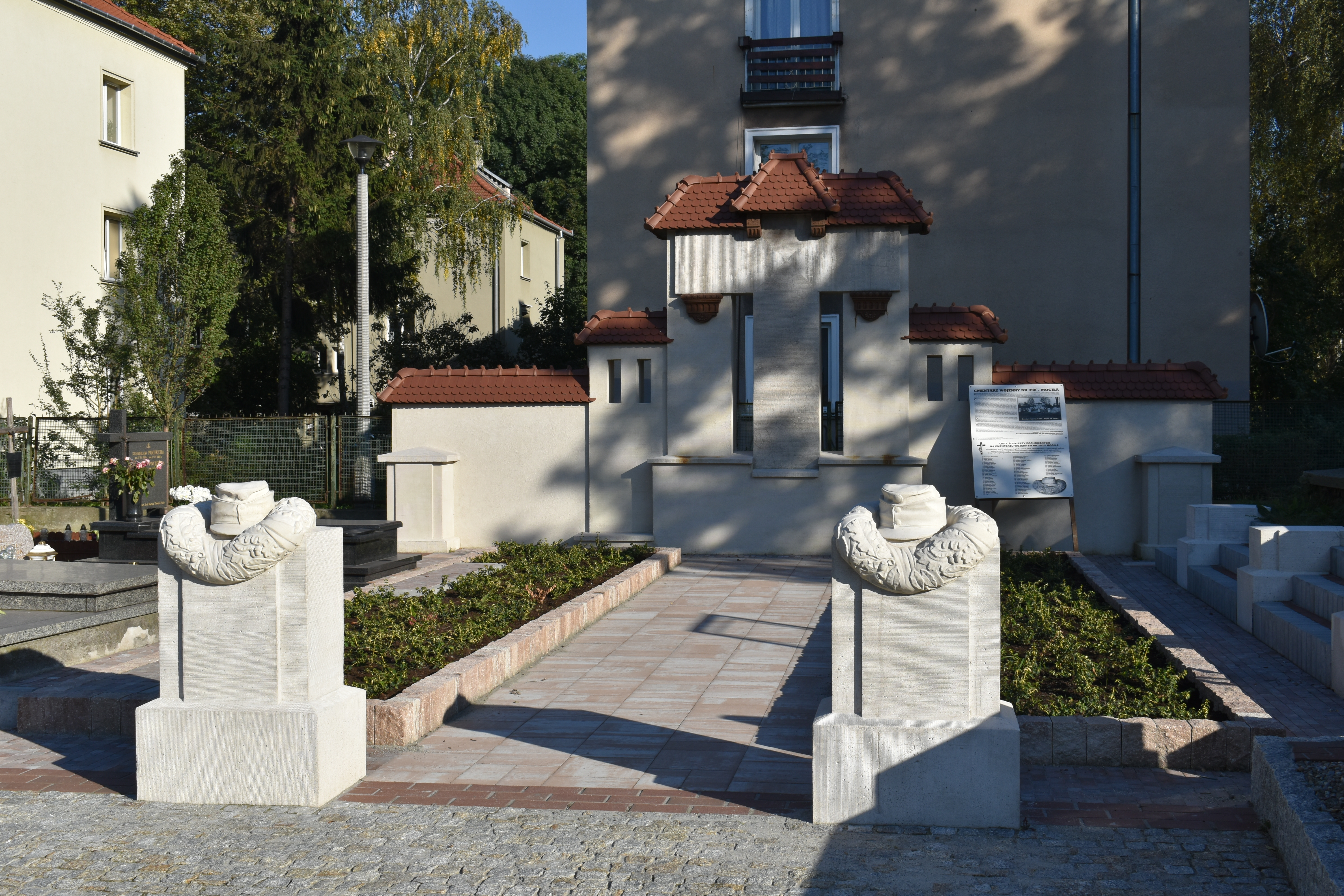
Cmentarz wojenny nr 390 – Mogiła